# Торговля людьми в Тунисе
Торговля людьми в Тунисе — уголовно наказуемое преступление, связанное с куплей-продажей людей, а равно с вербовкой, перевозкой, передачей, укрывательством, получением путём угрозы силой или её применением и другими формами принуждения, похищения, мошенничества, обмана, злоупотребления властью, уязвимостью положения, путём подкупа в виде платежей или выгод для получения согласия лица, контролирующего другое лицо, а также иными сделками в отношении человека в целях его эксплуатации, происходящее на территории Туниса.
Уголовный кодекс Туниса запрещает некоторые формы торговли людьми. Уголовный кодекс предусматривает наказание в виде 10 лет тюремного заключения за поимку, задержание или изоляцию лица для принудительных работ и до пяти лет лишения свободы за принуждение к проституции женщин и детей. Уголовный кодекс также криминализирует детскую проституцию. Установленные наказания за принудительный труд достаточно строгие. Наказание за принуждение к проституции — пять лет тюремного заключения — достаточно строгое, хотя и не соизмеримо с наказаниями, предусмотренными законодательством Туниса за другие серьёзные правонарушения, такие как изнасилование. В дополнение к этим законам Уголовный кодекс предусматривает лишение свободы на срок от одного года до двух лет за принуждение детей к попрошайничеству. В течение 2010 года не было расследований или судебных преследований в отношении преступлений, связанных с торговлей людьми, или обвинительных приговоров в отношении лиц, виновных в торговле людьми; тем не менее, суд Туниса признал виновным и приговорил тунисского торговца людьми в апреле 2009 года. В сообщении прессы указывалось, что полиция начала расследование сообщений о сексуальной эксплуатации группы детей ливийскими туристами. Нет никаких свидетельств официальной терпимости или соучастия в торговле людьми.
По мнению США, Тунис является источником, местом назначения и возможной страной транзита для мужчин, женщин и детей, ставших жертвами торговли людьми, особенно принудительного труда и принудительной секс-работы. Управление Государственного департамента США по мониторингу и борьбе с торговлей людьми поместило страну в «Уровень 2» в 2017 году
В 2009 году одна тунисская женщина была спасена от принудительной проституции в Ливане. В 2008 году две женщины были спасены от принудительной проституции в Иордании и трое мужчин — от принудительных работ в Италии. Согласно ограниченным доступным данным, некоторые тунисские девушки могут быть проданы внутри страны для принудительного домашнего труда.
В течение 2009 года власти не предлагали жертвам торговли людьми доступ к приютам или другим услугам. У правительства не было официальных процедур для выявления жертв торговли людьми среди уязвимых групп, таких как недокументированные мигранты.
Правительство Туниса не предприняло заметных усилий по предотвращению торговли людьми в течение 2009 года; Правительственные кампании по повышению осведомленности общественности о торговле людьми не проводились. Правительство не проводило обучение военнослужащих по борьбе с торговлей людьми до их развертывания в международных миротворческих миссиях.